# Marijan Pojbič
Marijan Pojbič, slovenski politik, poslanec in poslovnež, * 6. februar 1961, Maribor.

## Življenjepis
Marijan Pojbič se je rodil 6. februarja 1961 v Mariboru. Osnovno šolo je obiskoval na Sladkem Vrhu. Sprva je delal v gostinstvu kot natakar, nato v tovarni papirja Paloma kot strojevodja, pozneje pa na občini Šentilj kot referent v komunali. Preden je leta 2011 nastopil poslansko funkcijo, je bil samostojni podjetnik in komercialist.

### Kronologija:
- 1976- končana osnovna šola
- natakar v gostinstvu
- strojevodja v tovarni papirja Paloma
- leta 1984 se je poročil z ženo Darinko, rodila se jima je hčerka Klavdija
- referent v komunali na Občini Šentilj
- samostojni podjetnik in komercialist – vodja skupine na terenu
- dva mandata član občinskega sveta Občine Šentilj
- 2004 in naprej poslanec v Državnem zboru, skupaj 5 mandatov
- Na zadnjih volitvah 3.junija 2018 je prejel 2861 glasov v okraju Pesnica
- Prisotnost poslanca na glasovanjih DZ v zadnjem mandatu: 85 (povprečje: 91)

Leta 2022 je znova nastopil na državnozborskih volitvah, a za poslanca ni bil izvoljen.

## Članstvo v delovnih telesih
2004-2008
Marijan Pojbič, član Slovenske demokratske stranke, je bil leta 2004 izvoljen v Državni zbor Republike Slovenije; v tem mandatu je bil član naslednjih delovnih teles:
- Odbor za lokalno samoupravo in regionalni razvoj,
- Odbor za delo, družino, socialne zadeve in invalide,
- Ustavna komisija,
- Preiskovalna komisija za ugotovitev in oceno dejanskega stanja, ki je lahko podlaga za odločanje o politični odgovornosti nosilcev javnih funkcij v Vladi Republike Slovenije na Ministrstvu za pravosodje in Vrhovnem državnem tožilstvu Republike Slovenije v zvezi z izvrševanjem nadzora po Zakonu o državnem tožilstvu (Uradni list RS št. 110/02 - uradno prečiščeno besedilo) za spremembo zakonodaje in za druge odločitve v skladu z ustavnimi pristojnostmi državnega zbora in
- Mandatno-volilna komisija.

2011-2014
Na državnozborskih volitvah leta 2011 je bil izvoljen za mandatno obdobje 2011-2015 in je član naslednjih delovnih teles v Državnem zboru 2011-2014.
- Odbor za infrastrukturo in prostor  (član)
- Odbor za obrambo  (član)
- Odbor za zdravstvo  (član)
- Delegacija Državnega zbora v Parlamentarni skupščini Unije za Sredozemlje  (član)

2018-
- Komisija za peticije, človekove pravice in enake možnosti (član)
- Odbor za delo, družino, socialne zadeve in invalide (član)
- Odbor za obrambo (član)
- Odbor za zunanjo politiko (podpredsednik)